# Liste der Monuments historiques in Chennevières-sur-Marne
Die Liste der Monuments historiques in Chennevières-sur-Marne führt die Monuments historiques in der französischen Stadt Chennevières-sur-Marne auf.

## Liste der Bauwerke
| Bezeichnung              | Beschreibung | Standort                             | Kennzeichnung | Schutzstatus | Datum | Bild           |
| ------------------------ | ------------ | ------------------------------------ | ------------- | ------------ | ----- | -------------- |
| Château des Rets         | Schloss      | 113, rue du Général-de-Gaulle (Lage) | PA00079862    | Inscrit      | 1984  |                |
| Kirche St-Pierre-St-Paul |              | 55, rue du Général-de-Gaulle (Lage)  | PA00079863    | Classé       | 1920  | weitere Bilder |
| Fort de Champigny        |              | Route de la Libération (Lage)        | PA00079864    | Inscrit      | 1979  | weitere Bilder |

## Liste der Objekte

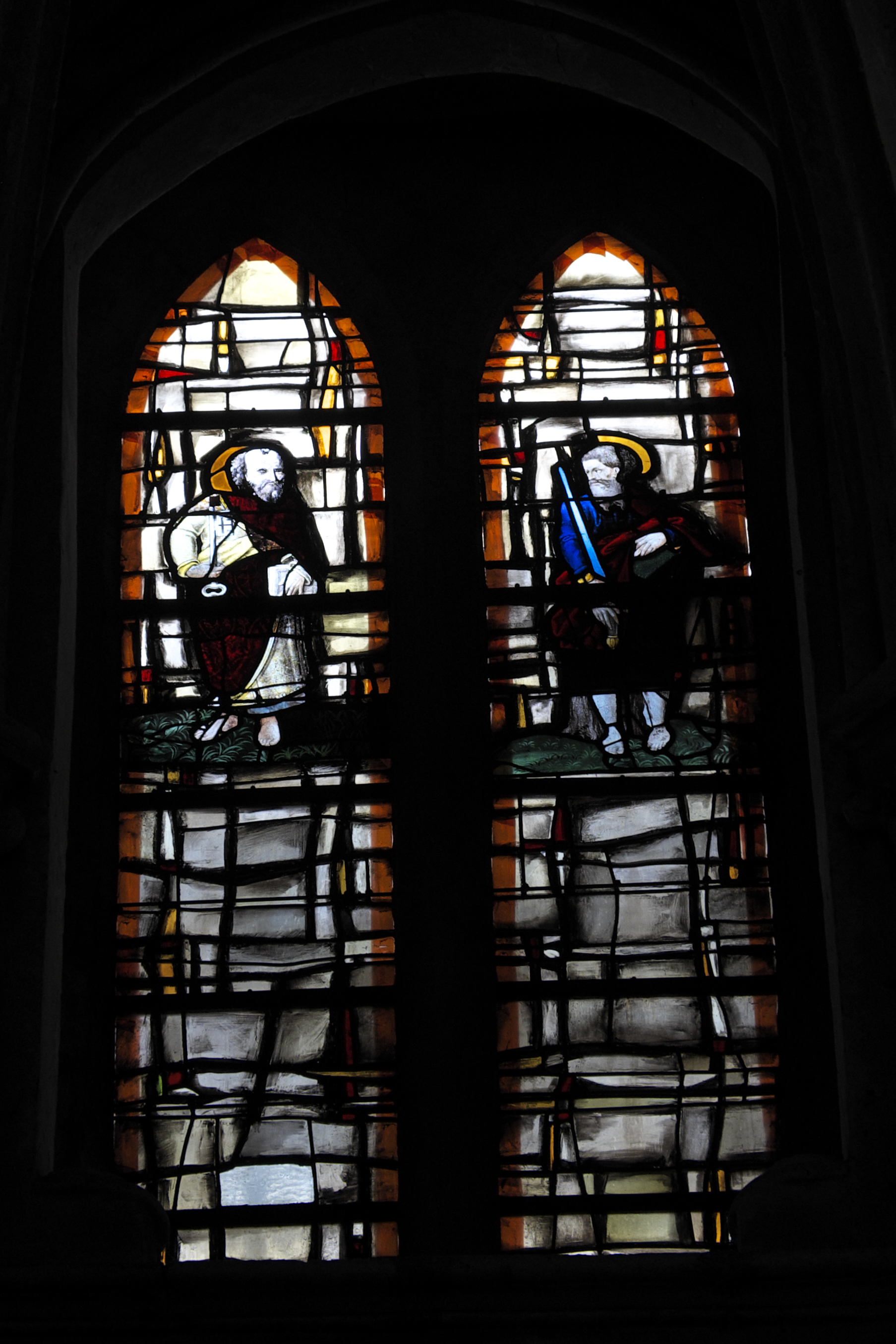
Bleiglasfenster mit der Darstellung der Apostel Petrus und Paulus in der Kirche St-Pierre-St-Paul

- Monuments historiques (Objekte) in Chennevières-sur-Marne in der Base Palissy des französischen Kultusministeriums